# 博展
株式会社博展（はくてん）は、展示会等の企画を主に行う企業。

## 概要
プランニングから、TVCM、広告、イベント、SPツール、DMといった制作まで手掛ける。

### 事業内容
- 企業や団体の広告活動・販売促進活動
- マーケティングツールの企画・制作・運営
- ロゴデザイン、キャッチコピーの制作
- 企業ショールーム、アンテナショップなどの企画制作

## 沿革
沿革は博展のIR情報に拠る。
| 1967年2月  | 展示会、ディスプレイの企画、施工を目的として創業。東京都葛飾区堀切に堀切スタジオを開設。                                                          |
| 1970年3月  | 展示会、ディスプレイ、イベント及び商業施設の企画、制作及び施工を目的とし、創業者田口博が資本金500千円で東京都葛飾区堀切に「株式会社博展」を設立。 |
| 1992年2月  | 代表取締役社長に田口徳久が就任。 |
| 2008年2月  | 大阪証券取引所ニッポン・ニュー・マーケット「ヘラクレス」（現東京証券取引所JASDAQ）市場に株式上場。                                                |
| 2010年6月  | 代表取締役社長に田中正則が就任。 |
| 2012年10月 | 代表取締役会長兼社長に田口徳久が就任。 |
| 2015年6月  | 代表取締役社長に田口徳久が再び就任。 |
| 2016年6月  | 英文商号をHakuten Corporationに変更 |